# Tržaška koča na Doliču
Tržaška koča na Doliču (2151 m) je planinska postojanka, ki stoji na sedlu Dolič med Kanjavcem (2569 m) in Šmarjetno glavo (2358 m). Prvotno kočo Rifugio Napoleone Cozzi, ki so jo zgradili Italijani 14. septembra 1930, je leta 1951 porušil snežni plaz. Novo kočo so  postavili nekoliko višje in odprli 26. julija 1953. Prenovljeno in povečano so odprli 19. avgusta 1973. V zimi 2008/2009 je kočo podrl pršni plaz s Kanjavca. Kočo upravlja PD Gorje.

## Dostopi
- 4h: iz doline Zadnjice (Bovec)
- 3h: od Koče pri Triglavskih jezerih (1685 m), čez Hribarice
- 2h: od Vodnikovega doma na Velem polju (1817 m), skozi Velsko dolino
- 2½h: od Zasavske koče na Prehodavcih (2071 m), čez police severne stene Kanjavca

## Prehod
- 2h: do Doma Planike pod Triglavom (2401 m), po transverzali

## Vzponi na vrhove
- 1½h: Kanjavec (2569 m), čez vzhodna pobočja
- 2h: Kanjavec (2569 m), čez Hribarice
- 1½h: Mišeljski Konec (2464 m)
- 2½h: Triglav (2864 m), čez Triglavsko škrbino